# Sjukpenning
Sjukpenning är en del av sjukförsäkringen i Sverige. Den utbetalas till vissa vars arbetsförmåga är nedsatt på grund av sjukdom. För den som är anställd betalar numera arbetsgivaren i stället sjuklön med samma belopp de första två sjukveckorna.
Sjukpenningens storlek beräknas på sjukpenninggrundande inkomst, SGI. Ingen sjukpenning betalas ut den första sjukdagen (karensdag), därpå betalas den med 80 procent av SGI i maximalt 364 dagar. Sjukpenning kan erhållas i ytterligare maximalt 550 dagar men då med 75 procent av SGI. Det är möjligt att försäkra sig för att uppnå 90 procent i sjukpenning.

## Hur man räknar ut SGI och maximal ersättning
SGI räknas ut såhär: SGI = årsinkomst × 0,97
Ersättningen räknas ut som SGI × 0,8. Dock finns det ett ersättningstak som gör att man – ur ersättningssynpunkt – inte anses ha en årslön som överstiger 10 prisbasbelopp när det gäller föräldrapenning, eller 8 prisbasbelopp när det gäller övriga ersättningar (t.ex. sjukdom eller tillfällig föräldrapenning/sjukt barn).
2012 hjälper det således inte att tjäna mer än 10 × 44 000 kr = 440 000 kr/år för att kunna få maximal föräldrapenning, eller mer än 7,5 × 44 000 kr = 330 000 kr/år för att kunna få maximal sjukpenning eller ersättning för vård av sjukt barn.
För egna företagare som tror de kommer att vara hemma mycket med sjuka barn eller föräldralediga kan det därför vara lämpligt att om möjligt styra nettovinsten så att denna motsvarar summan av den maximala ersättningsberättigande årslönen och egenavgifter.

## Historik
Vissa anställda, särskilt tjänstemän, hade tidigare avtal om att arbetsgivaren kompenserade skillnaden mellan sjukpenning och den ordinarie lönen, så att man fick ut totalt 100 procent av sin ordinarie lön. Efter en lagändring, SFS 1990:1466, som trädde i kraft 1 januari 1992, är sådana avtal utan verkan, eftersom kompensationsbeloppet dras av sjukpenningen om utbetalningen blir över 90 procent av SGI.

## Lagstiftning
Regler om sjukpenning finns i 24 - 28 kap. Socialförsäkringsbalken.